# Sanghaj–Nanking nagysebességű vasútvonal

A vonal térképvázlata

A Sanghaj–Nanking nagysebességű vasútvonal (egyszerűsített kínai írással: 沪宁城际高速铁路; tradicionális kínai írással: 滬寧城際高速鐵路; pinjin: Hùníng Gāosù Tiělù) egy kétvágányú, 25 kV 50 Hz-cel villamosított nagysebességű vasútvonal Kínában Sanghaj és Nanking között. Az építkezés 2008 júliusában kezdődött, az első tesztek 2010 áprilisában voltak, a vonal 2010. július 1-én nyílt meg. A vonal hossza 301 km, melyen az engedélyezett sebesség 350 km/h.
A leggyorsabb járatok a két város közötti utat megállás nélkül 73 perc alatt teszik meg.

## Állomások
A vonalon 21 állomás épült:

### Jiangsu Provinca

#### Nanking város
- Nanking
- Xianlin

#### Zhenjiang város
- Baohuashan
- Csencsiang
- Sanshan West
- Danyang

#### Changzhou város
- Csangcsou
- Qishuyan

#### Vuhszi(Wuxi)város
- Huishan
- Vuhszi (Wuxi)
- Wuxi New Area

#### Suzhou város
- Suzhou New Area
- Suzhou
- Suzhou Industrial Park
- Yangcheng Lake
- Kunshan South
- Huaqiao

### Sanghaj Municipality
- Anting North
- Nanxiang North
- Sanghaj Nyugati pályaudvar
- Sanghaj Hungcsiao pályaudvar
- Sanghaj